# Tejutla (El Salvador)
Tejutla è un comune del dipartimento di Chalatenango, in El Salvador.
| Controllo di autorità | VIAF (EN) 2531157100618572740000 |